# Doppelganger (Musikgruppe)
Doppelganger ist ein Schweizer Reggaeduo. Es besteht aus Sänger Dominik Jud und Produzent Thomas Gassmann.

## Biografie
Ursprünglich hiessen die vier Bandmitglieder Heimlich Pheiss. Kurz vor der Jahrtausendwende halbierte sich die Gruppe, und Thomas Gassmann und Dominik Jud bildeten fortan ein Duo. Das erste Album Hörspiel erschien am 15. September 2000. Die Singleauskoppelung Wieso? platzierte sich auf Platz 74 der Schweizer Singlehitparade. Fast drei Jahre dauerte es anschliessend, ehe Doppelganger mit Original den Nachfolger präsentierte. Grund für die lange Pause waren Vertriebsprobleme. Der Stil der CD lässt sich als eine Mischung aus Hip-Hop, Reggae, Pop und Dancehall beschreiben.

## Diskografie
- 2000: Hörspiel
- 2000: Wieso? (Maxi)
- 2002: Original